# Episodi di Chesapeake Shores (quarta stagione)
La quarta stagione della serie televisiva Chesapeake Shores, composta da 6 episodi, è stata trasmessa negli Stati Uniti da Hallmark Channel, dal 25 agosto al 29 settembre 2019.
In Italia, la stagione è stata pubblicata interamente su Netflix il 25 ottobre 2020.
| nº | Titolo originale                  | Titolo italiano Netflix                | Prima TV USA      | Pubblicazione Italia |
| -- | --------------------------------- | -------------------------------------- | ----------------- | -------------------- |
| 1  | The End Is Where We Begin         | Partiamo dalla fine                    | 25 agosto 2019    | 25 ottobre 2020      |
| 2  | Leap of Faith                     | Atto di fede                           | 1º settembre 2019 | 25 ottobre 2020      |
| 3  | A Sonnet for Caroline             | Un sonetto per Caroline                | 8 settembre 2019  | 25 ottobre 2020      |
| 4  | Breaking Hearts and Playing Parts | Cuori infranti e una recita scolastica | 15 settembre 2019 | 25 ottobre 2020      |
| 5  | All the Time in the World         | Tutto il tempo necessario              | 22 settembre 2019 | 25 ottobre 2020      |
| 6  | Watercolors, Wishes, and Weddings | Acquarelli, desideri e matrimoni       | 29 settembre 2019 | 25 ottobre 2020      |